# سمير غوشة
سمير غوشة (1937– 2009) هو طبيب وسياسي فلسطيني. كان أمينًا عامًا لجبهة النضال الشعبي الفلسطيني، وعضواً في اللجنة التنفيذية لمنظمة التحرير الفلسطينية، وأول وزير للعمل في السلطة الفلسطينية.

## حياته
ولد الدكتور سمير غوشة  في مدينة القدس في حي الشيخ جراح عام 1937، وتلقى تعليمه الإبتدائي والإعدادي والثانوي في مدارس القدس، وحصل على شهادة البكالوريوس في طب الأسنان من جامعة دمشق في سوريا عام 1965. إلتحق بصفوف العمل الوطني منذ نعومة أظفاره في حركة القوميين العرب عام  1967 وكان من قيادات العمل الطلابي، وبعد نكسة حزيران/ يونيو في العام 1967 أسس مع عدد من رفاقه "جبهة النضال الشعبي الفلسطيني"، وأنتُخب أميناً عاماً للجبهة عام 1971 وقادها للإنضمام لجبهة الرفض وظل في منصبه حتى وفاته.
عام 1989 أنتخب عضوا في اللجنة التنفيذية لمنظمة التحرير الفلسطينية  ممثلاً عن جبهة النضال الشعبي. أيد إتفاقية أوسلو مما أدى لحدوث انشقاق في الجبهة قاده خالد عبد المجيد.
عُيّن وزيراً للعمل في أول حكومة تشكلها السلطة الفلسطينية بعد عودتها إلى الأراضي الفلسطينية عام 1994، ولكنه قدم إستقالته عام 1998. في كانون الثاني/يناير 2007 عينه الرئيس محمود عباس رئيساً لدائرة شؤون القدس في منظمة التحرير.

## وفاته
تُوفي سمير غوشة في مستشفى الأردن بالعاصمة الأردنية عمان في 3 أغسطس 2009. دُفن في مقبرة الشهداء بمدينة البيرة.